# Josep Gimeno i Montell
Josep Gimeno i Montell, conegut pel nom artístic de Pep Gimeno «Botifarra» (Xàtiva, 19 de març de 1960), és un cantaor tradicional valencià amb una llarga trajectòria en la música com a element festiu.
El 2006 va gravar el seu primer disc signat en solitari Si em pose a cantar cançons, que va ser guardonat amb el Premi Ovidi 2007 al «millor disc de folk i noves músiques». Des d'aleshores, ha publicat 8 discos i ha rebut un bon nombre de reconeixements, com ara el Premi Ovidi i Enderrock, la Distinció de la Generalitat Valenciana al Mèrit Cultural i la Medalla d'Honor del Consell Valencià de Cultura.
És reconegut per la seua tasca de recopilació i conservació de la cultura musical valenciana. Des de 1976 ha dut a terme una important tasca de recopilació i adaptant cançons de la tradició oral valenciana.

## Biografia
Va nàixer al barri de la Jueria de Xàtiva dins una família de malnom Botifarra, de la qual llavors era besnet. Va debutar en les albaes del carrer Puig de Xàtiva amb catorze o quinze anys: la seua àvia materna, originària de Benigànim, va ser la primera a ensenyar-li cançons populars valencianes.
El guitarrista i guitarroner de Xàtiva, Emili Vera va ser decisiu als inicis de Botifarra, a la dècada de 1970 va acollir-lo al grup de danses Sarau i l'Escola de Danses de Xàtiva i al grup Ball a Banda i entre els anys 2006 i 2014 va ser peça important de la seua rondalla a més va animar de manera decisiva al Botifarra perquè gravara en 2006 el seu primer disc, Si em pose a cantar cançons...
Va començar a fer treball de camp amb el grup Sarau de la Costera de Ranes i, durant la dècada del 1980, va aprendre més de cinquanta cançons populars i romanços tradicionals directament de boca de les persones majors, amb la qual cosa es va convertir en dipositari d'una part important de la cultura de transmissió oral en vies d'extinció. Una dotzena d'estes peces les van enregistrar l'any 1985 en l'únic disc de Sarau, Balls i cançons de la Costera, en el qual Botifarra ja interpreta -entre moltes altres peces ballables- un cant de batre, l'estil amb el qual més s'identifica.
Des de llavors, Botifarra s'ha destacat com una de les veus més sol·licitades de cançó d'arrel tradicional i col·labora sovint, sol o acompanyat per la Rondalla de la Costera o el grup Ball a Banda, amb grups de danses de la Ribera del Xúquer, la Vall d'Albaida o la Safor. Ha gravat diverses col·laboracions en discs de música d'arrel tradicional, cançó d'autor i, fins i tot, rock, entre les quals la participació en el primer disc de l'algemesinenc Nèstor Mont, el qual en acabant s'encarregaria dels arranjaments del primer disc de Botifarra, Si em pose a cantar cançons, «el vestit a mesura que li ha teixit Néstor Mont i que fa que semblen noves les antigues melodies tradicionals» segons les notes del llibret:
| «                       | ... si hi ha una manera de cantar al País Valencià que irradie, com ninguna altra, autenticitat en el gest, credibilitat en el tarannà i "valenciania" en la substància, aquesta és indubtablement la de Pep Gimeno, Botifarra. | » |
| — Josep Vicent Frechina | |   |

L'any 2011, l'escriptor Antoni Martínez Revert publicà la seua biografia oficial amb el títol La veu de la memòria. Pep Gimeno, Botifarra.
L'any 2013, en ocasió de les Distincions del Nou d'Octubre, va rebre la Distinció de la Generalitat Valenciana al Mèrit Cultural. El 2016 va rebre la Medalla d'honor del Consell Valencià de Cultura.

## Discografia

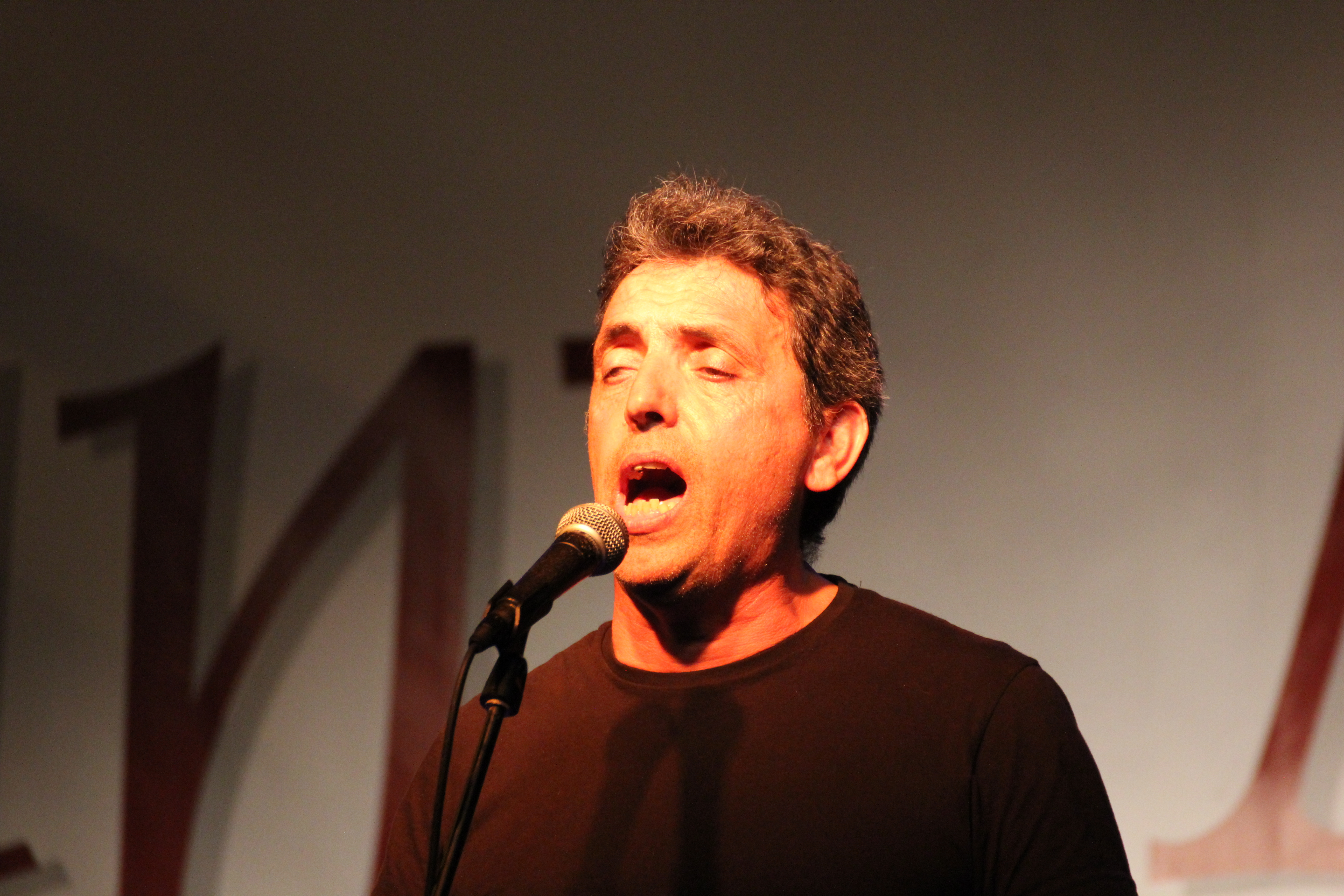
Pep Gimeno Botifarra, en viu a Massalfassar durant l'edició de Cant al Ras 2016

- Pep Gimeno Botifarra: Si em pose a cantar cançons (Cambra Records, 2006)[14]
- Pep Gimeno Botifarra: Te'n cantaré més de mil (Temps Record, 2009)[15]
- Pep Gimeno Botifarra: & Quico el Célio, el Noi i el Mut de Ferreries: La barraca (Blau-Discmedi, 2011)[16]
- Pep Gimeno Botifarra: & Unió Musical la Nucia: Botifarra a banda (Autoedició, 2012)[17]
- Pep Gimeno Botifarra: & Spanish Brass Luur Metalls d'Estil: Metalls d'estil (SB Produccions, 2013)[18]
- Pep Gimeno Botifarra: Ja ve Nadal (Bureo Músiques, 2014)[19]
- Pep Gimeno Botifarra, Hilari Alonso, Xavier de Bétera i Naiet Cirerer: Home romancer (Més de Mil, 2015)[20]
- Pep Gimeno Botifarra & Pau Chàfer: A un home que ve del poble ningú fa baixar la cara (Autoedició, 2015)[9]
- Pep Gimeno Botifarra & Ahmed Touzani: De banda a banda del Mediterrani (Temps Record, 2018)[21]

## Discografia (col·laboracions fins al 2007)
- Sarau: Balls i cançons de la Costera (ValDisc, 1985)[22]
- Xirimiters de Castelló de la Ribera: Anem de festa (Cambra Records, 1998)[23]
- Xirimiters de Castelló de la Ribera: Cants de la terra (Cambra Records, 2000)[23]
- Escola de Danses de Xàtiva: Cants i balls de la Costera (Caixa Ontinyent, 2000)[23]
- Xirimiters de Castelló de la Ribera: Va de jota (2003)[23]
- Néstor Mont: Sentit (Cambra Records, 2003)[23]
- La Gossa Sorda: Vigila (2003)[15]
- Sitja: La plaça de l'orat (2006)[15]
- VerdCel: PaísViatge (Cambra Records, 2006)[15]
- Feliu Ventura: Alfabets de futur (2006)[15]
- Ovidi Twins: A kabotaes (P.M: Produccions, 2006)[15]
- Emili Someño: Penyal d'Ifach (autoedició, 2007)[15]
- Les Folies: De Carcaixent... i dolces (Cambra Records, 2007)[15]